# Aeroportul Maryborough
Aeroportul Maryborough (IATA: MBH, ICAO: YMYB) este un aeroport din Queensland, Australia ce deservește zona Maryborough⁠(d). A fost numit după zona deservită.
Situat la o altitudine de 12 m, aeroportul dispune de o singură pistă. Este operat de Fraser Coast Region⁠(d).